# ميك ماكمانوس
ميك ماكمانوس (بالإنجليزية: Mick McManus)‏ (27 مارس 1954 في المملكة المتحدة - ) هو لاعب كرة قدم بريطاني في مركز جناح. لعب مع نادي ماذرويل وهاميلتون أكاديميكال ونادي مونتروز لكرة القدم وAshfield F.C. ‏ وNewburgh F.C. ‏.

## وصلات خارجية
- ميك ماكمانوس على موقع قاعدة بيانات كرة القدم.إي يو (الإنجليزية)